# Rio Iratapuru
Le rio Iratapuru est un cours d'eau brésilien qui baigne l'État d'Amapá. Il prend sa source dans la Serra do Iratapuru et se jette dans le rio Jari. Il court du nord au sud et marque une partie de la limite entre les municipalités de Laranjal do Jari et de Mazagão.